# Johnnie Allan
Johnnie Allan, cuyo verdadero nombre es John Allen Guillot, (nacido el 10 de marzo de 1938 en Rayne, Luisiana) es un pionero del género musical swamp pop.
Creció en una familia musical, y a los seis años de edad obtuvo su primera guitarra. A los trece años, tocó con Walter Mounton y Scott Playboys, una banda musical de Cajún. Cerca de dos años después cambió a Lawrence Walker y Wandering Aces, otra banda tradicional de Cajún.
En 1956, vio a Elvis Presley en vivo en el programa musical de Luisiana Hayride, y poco después Allan comenzó a tocar rock & roll music. En 1958, dejó Walker para formar Krazy Kats, y haciéndola hizo pionera la música conocida como swamp pop.
Ese mismo año, grabó "Lonely Days, Lonely Nights" para el sello Jin de Ville Platte, Luisiana, y la canción se convirtió en un clásico de swamp pop.
Luego, grabó para Mercury Records y el sello Viking de Crowley, Luisiana, entre otras.
Regresó al sello Jin a principios de 1970 y grabó varios sonidos swamp pop, incluyendo sus versiones de Chuck Berry en "Promised Land" t Merle Haggard con "Somewhere on Skid Row."
Allan se ha presentando en Europa varias veces. Es el autor de dos libros de música, Memories: A Pictorial History of South Luisiana Musc (1988) y Born to Be a Loser (1992, con Bernice Larson Webb), una biografía del músico de swamp pop Jimmy Donley.
Es un educador jubilado, y vive en Lafayette, Luisiana.

## Discografía

### Álbumes
- South to Louisiana (LP-4001 Jin Records, 1964)
- A Portrait of Johnnie Allan (LP-9012 Jin Records, 1976)
- Cajun Country (LP-9022 Jin Records, 1980)
- Good Timin' Man (FLY LP-551 Flyright Records, 1980)
- Promised Land (810 598-1 Polydor Records, 1983; 200.001 VIP Records, 1983)
- South to Louisiana (CH-145 Ace Records, 1985)
- Sings Cajun Now  (LP-6069 Swallow Records, 1987)